# Passiflora loefgrenii
Passiflora loefgrenii är en passionsblomsväxtart som beskrevs av F.A. Vitta. Passiflora loefgrenii ingår i släktet passionsblommor, och familjen passionsblomsväxter. Inga underarter finns listade i Catalogue of Life.

## Bildgalleri

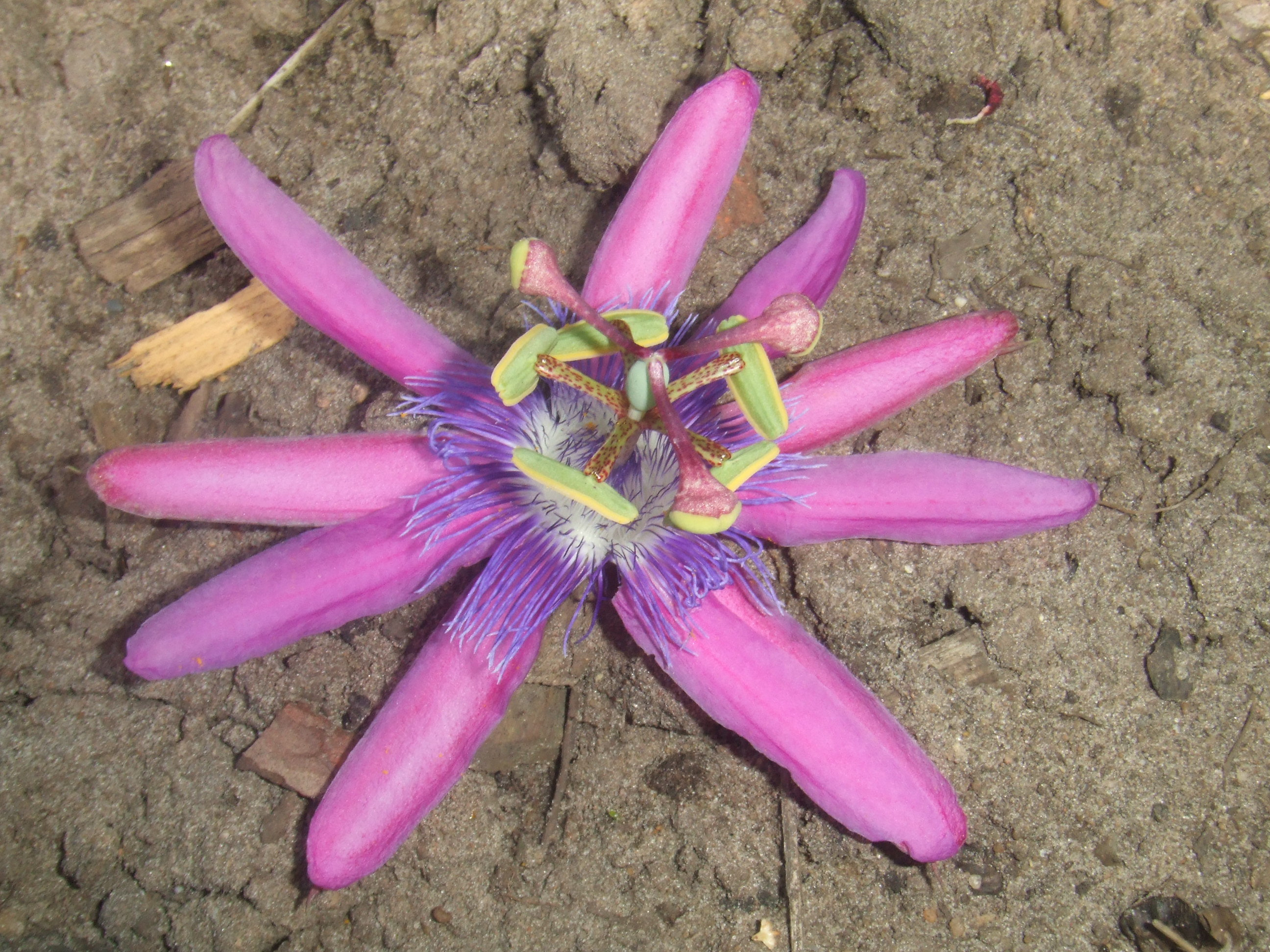
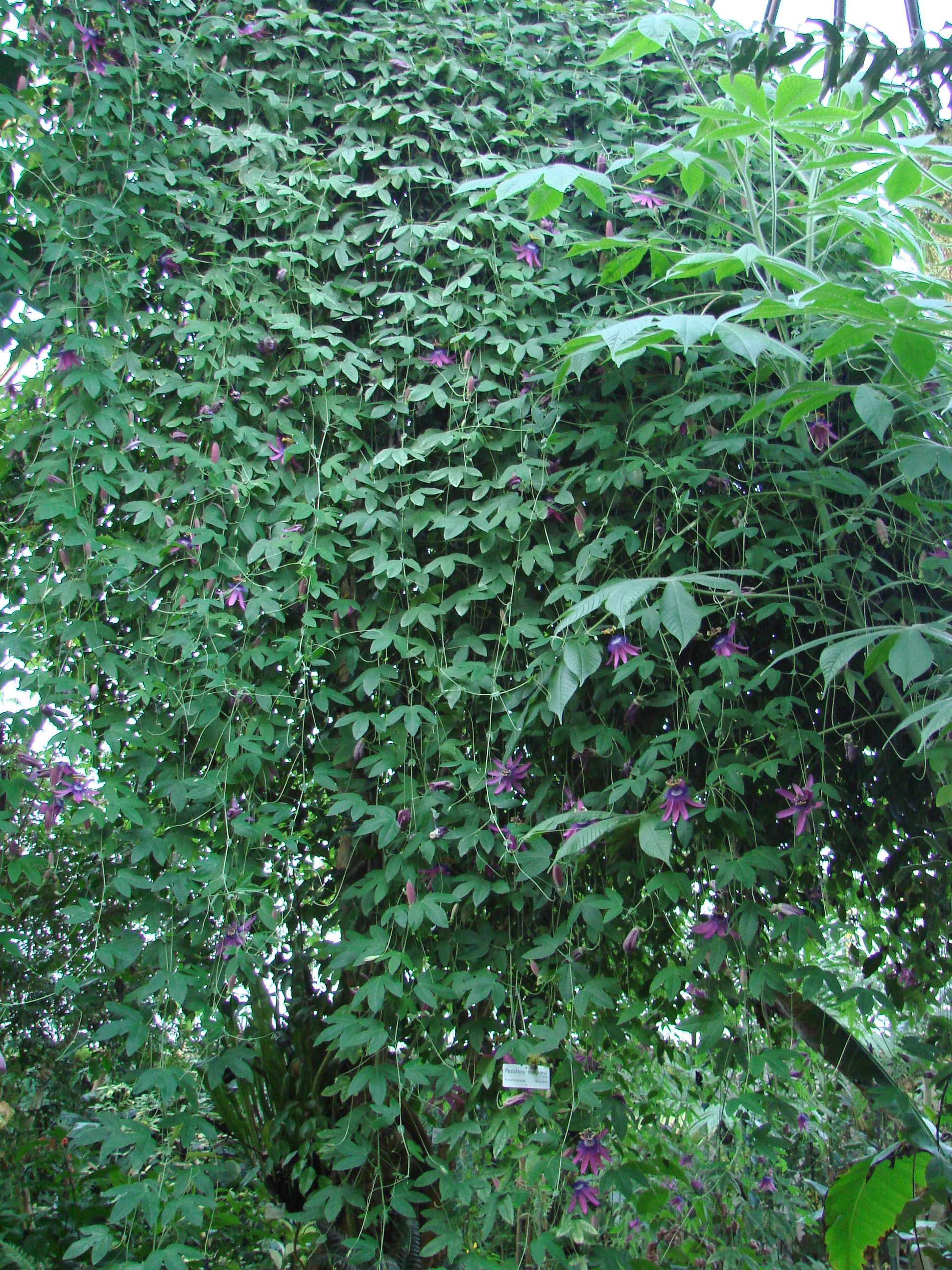
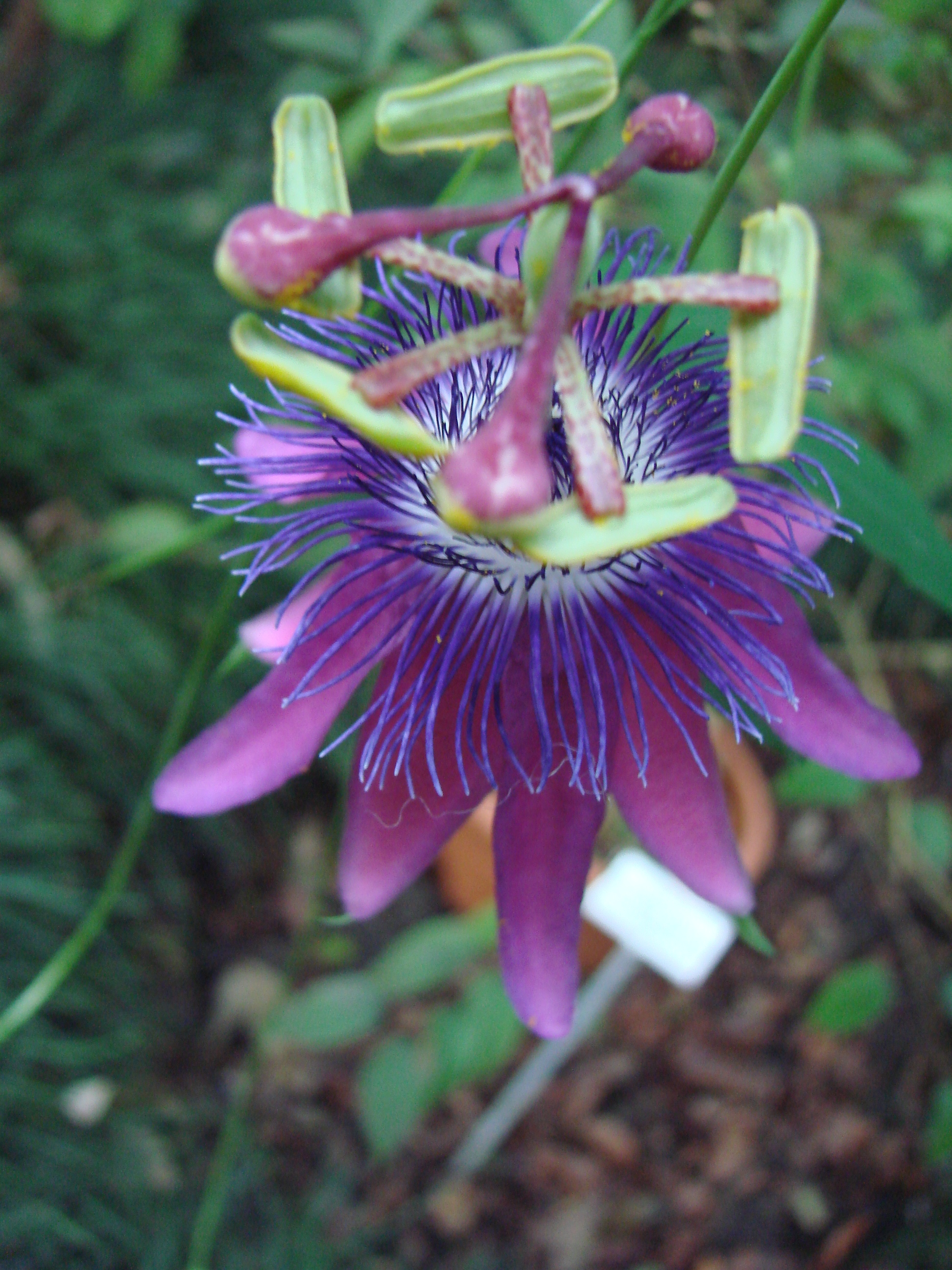
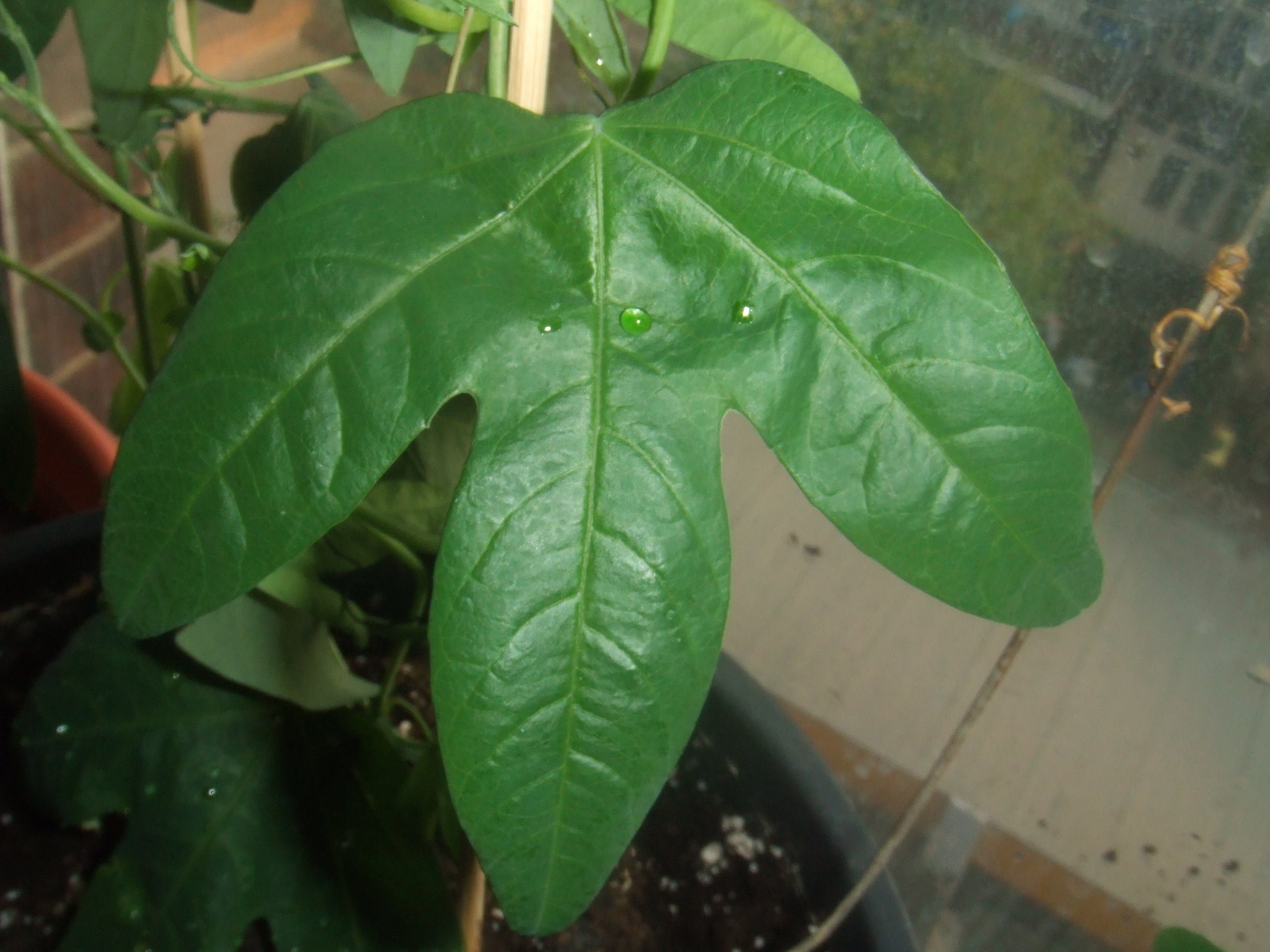
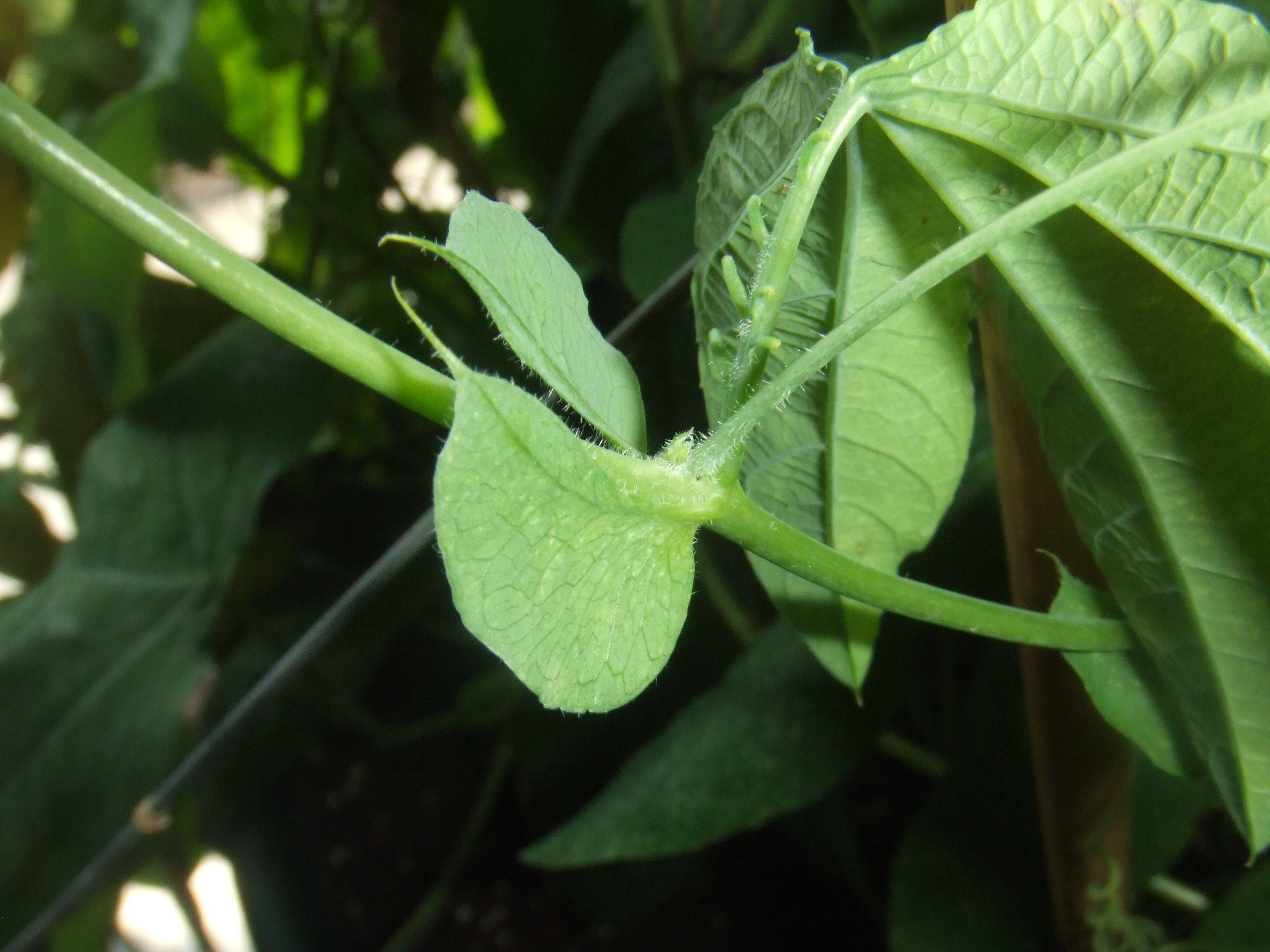